# Boris Nikołajew
Boris Fiodorowicz Nikołajew (ros. Борис Фёдорович Николаев, ur. 1 października 1907 w Petersburgu, zm. 29 marca 1973 w Leningradzie) – radziecki polityk, członek KC KPZR (1952-1956).
Ukończył szkołę podstawową i fakultet robotniczy, 1928 wstąpił do WKP(b), 1932-1933 był kierownikiem wydziału kadr komitetu rejonowego Komsomołu w Leningradzie. 1933-1937 instruktor i zastępca kierownika wydziału kadr Komitetu Obwodowego WKP(b) w Leningradzie, 1937-1939 kierownik Wydziału Kadr Komitetu Obwodowego WKP(b) w Wołogdzie, od 1939 do października 1940 sekretarz Komitetu Obwodowego WKP(b) w Wołogdzie ds. kadr. Od października 1940 do kwietnia 1942 II sekretarz, a od kwietnia 1942 do 8 stycznia 1945 I sekretarz Komitetu Obwodowego WKP(b) w Wołogdzie. Od stycznia 1945 do grudnia 1948 I sekretarz Komitetu Obwodowego WKP(b) w Archangielsku, od 29 czerwca 1949 do lipca 1952 II sekretarz Komitetu Obwodowego WKP(b) w Leningradzie, od lipca 1952 do stycznia 1954 I sekretarz Komitetu Obwodowego WKP(b) w Smoleńsku. Od 14 października 1952 do 14 lutego 1956 członek KC KPZR, 1954-1956 zastępca przewodniczącego Komitetu Wykonawczego Rady Obwodowej w Kujbyszewie, 1956-1961 członek Komisji Kontroli Radzieckiej Rady Ministrów Rosyjskiej FSRR, później pracował w KC KPZR. Deputowany do Rady Najwyższej ZSRR 2 i 3 kadencji.

## Odznaczenia
- Order Lenina
- Order Czerwonego Sztandaru Pracy
- Order Wojny Ojczyźnianej I klasy
- Medal „Za obronę Leningradu”
- Medal „Za ofiarną pracę w Wielkiej Wojnie Ojczyźnianej 1941–1945”